# Initiative populaire « 1:12 - Pour des salaires équitables »
L'initiative populaire fédérale « 1:12 - Pour des salaires équitables » est une initiative populaire suisse, refusée par le peuple et les cantons le 24 novembre 2013.

## Contenu
L'initiative propose d'ajouter un article 110a à la Constitution fédérale interdisant, dans une même entreprise, que le salaire le plus élevé puisse être plus de douze fois supérieur au salaire le plus bas.
Le texte complet de l'initiative peut être consulté sur le site de la Chancellerie fédérale.

## Déroulement

### Contexte historique
Depuis le début du XXIe siècle, les écarts entre les plus hauts salaires et les salaires moyens ont fortement augmenté, en particulier dans le secteur des services financiers. Ces écarts sont régulièrement dénoncés, en particulier dans la presse qui publie chaque année les salaires et bonus reçus par les dirigeants des multinationales du pays. Selon les initiants, l'écart entre le salaire moyen et le salaire le plus haut est passé d'un rapport de 1 à 6 en 1984 à un rapport de 1 à 43 en 2011.
C'est dans ce cadre que les jeunes socialistes lancent, quelques années après l'aboutissement de l'initiative populaire « contre les rémunérations abusives », cette initiative qui vise à limiter le rapport à 1:12.

### Récolte des signatures et dépôt de l'initiative
La récolte des 100 000 signatures nécessaires débute le 6 octobre 2009. Le 23 mars 2011, l'initiative est déposée à la Chancellerie fédérale, qui constate son aboutissement le 14 avril.

### Discussions et recommandations des autorités
Le Conseil fédéral et le Parlement recommandent tous deux le rejet de cette initiative. Dans son message à l'Assemblée fédérale, le Conseil fédéral reconnaît « que les excès observés au cours des dernières années peuvent engendrer des problèmes sur les plans social et économique ». Il doute cependant que la mesure proposée par l'initiative permette d'atteindre l'objectif et relève que la politique salariale suisse est fondée sur le partenariat social et les conventions collectives de travail et non sur « des dispositions légales rigides ».
Les recommandations de vote des partis politiques sont les suivantes : 
| Parti politique              | Recommandation |
| ---------------------------- | -------------- |
| Parti bourgeois-démocratique | non            |
| Parti chrétien-social        | oui            |
| Parti démocrate-chrétien     | non            |
| Parti socialiste             | oui            |
| Vert'libéraux                | non            |
| Les Libéraux-Radicaux        | non            |
| Union démocratique du centre | non            |
| Les Verts                    | oui            |

### Votation
Soumise à votation le 24 novembre 2013, l'initiative est refusée par la totalité des 20 6/2 cantons et par 65,3 % des suffrages exprimés. Le tableau ci-dessous détaille les résultats par canton :